# 桌上遊戲設計師
桌上遊戲設計師是屬於產品設計的其中一類，主要工作是選定設計主題，撰寫遊戲說明書，製定有關的遊戲機制。除左少數設計師能自行繪畫插圖外，更多是配合或指示插畫師完成遊戲的美術工作。

## 歐美
在歐美，桌上遊戲設計師可以是全職的工作，著名設計師的優秀作品，銷量以十萬計。
- 莉茲·瑪姬（Lizzie Magie），即伊麗莎白·瑪姬，大富翁遊戲前身「大地主紙牌遊戲」（The Landlord's Game）的發明人，目的是向大眾教育大財主壟斷的弊端。
- Reiner Knizia 倪睿南：德國人，數學博士，多個世界級桌上遊戲設計大獎得主[1]。

## 香港
在香港，大部份的桌上遊戲設計師均是業餘性質，他們本業有的是大學教授、社工，甚至是剛剛畢業的青年人，可謂來自各行各業。近年，始有以桌上遊戲設計為全職工作的從業員。值得注意的是，香港有不少的獨立桌上遊戲設計師，開始選擇使用眾籌的方式，將自己的作品推出市場。
- 畢華流：現職中學中文科老師、香港小說家、散文家，魔法風雲會和大富翁資深玩家，1996年代表香港在摩納哥蒙地卡羅贏得了「世界大富翁大賽」冠軍。1997年與歐陽漢明合作設計了「三國」卡牌遊戲[6]。

- 歐陽漢明：他是魔法風雲會的資深玩家，更是1996及1997年的香港區總冠軍，5 屆世界賽香港隊代表，曾代表香港到西雅圖出賽[7]。他不單是一名桌上遊戲設計師，同時亦是一名插畫師。作品除了港漫風雲，神兵玄奇及新箸龍虎門外，還有獲金庸授權開發的「武俠傳說」[8]卡牌遊戲。

- 梁家柱：90年代開始桌上遊戲設計，近年作品有「東方之骰」。

- 陳文新：本身是大學教授，是「股壇奇才」、「健康生活」等遊戲的設計者。

- 大腦：兩位設計師合稱的筆名，是一款以足球為主題的卡牌遊戲，「Victory 3」的設計者。

## 台灣
台灣的桌上遊戲咖啡室數量甚多，願意參與桌上遊戲活動的人口亦不在少數，除了青年群組外，家庭群組的亦佔了當中的一定數量。在這大環境影響下，台灣的桌上遊戲設計業近年發展可謂突飛猛進。除了獨立設計師外，亦有一批以桌遊設計為主的設計工作室，願意投放資源去開發桌上遊戲。另外，台灣政府的文創政策，似乎有效推動了行業發展，同時，不少公營機構願意和台灣桌上遊戲設計師合作，開發了不少主題遊戲，用於推廣用途。台灣桌上遊戲設計師亦開始使用眾籌方式，去將他們的桌上遊戲推出市場。
- 陳小光[9]：代表作品有「動物園吹牛」、「搶蛋糕」、「狼來了！！」、「手造奇觀」等。

- 高竹嵐（1985年11月27日－）：現職國立交通大學統計學研究所助理教授，台灣合唱、阿卡貝拉與音樂劇作曲家，桌上遊戲設計師，代表作品有「調香師」、「時光當鋪」、「醫藥先鋒」等。

- 龔義詔：台灣桌上遊戲設計公司2Plus的總設計師。2003年就自行開發和印製了第一套作品「追跡者TRACER」[10]。

## 澳門
在澳門，情況與香港相似，但因人口基數問題，桌上遊戲市場極細，更難支持全職桌上遊戲設計師的出現和成長。